# Međunarodni savet za spomenike i lokalitete
Međunarodni savet za spomenike i lokalitete (engl. International Council on Monuments and Sites, ICOMOS; fr. Conseil international des monuments et des sites) je profesionalno udruženje koje radi na očuvanju i zaštiti mesta kulturne baštine širom sveta. Sedište organizacije je u Šaranton le Ponu. ICOMOS je osnovan 1965. godine u Varšavi kao rezultat Venecijanske povelje iz 1964. godine, i nudi savete Unesku o Mestima svetske baštine.
Ideja koja stoji iza ICOMOS-a datira iz Atinske konferencije o restauraciji istorijskih zgrada 1931. godine, koju je organizovao Međunarodni muzejski ured. Atinska povelja iz 1931. godine uvela je koncept međunarodne baštine. Godine 1964. Drugi kongres arhitekata i stručnjaka za istorijske građevine, koji se sastao u Veneciji, usvojio je 13 rezolucija. Prvo je stvorena Međunarodna povelja o konzervaciji i restauraciji spomenika i lokaliteta, poznatija kao Venecijanska povelja; zatim je pondeta Unesku, kiji je stvorio ICOMOS za sprovođenje ove povelje.
ICOMOS trenutno ima preko 10.100 pojedinačnih članova u 153 zemlje, 110 nacionalnih komiteta i 28 međunarodnih naučnih komiteta. Uz retke izuzetke, svaki član mora biti kvalifikovan u polju konzervacije i praktikujući pejzažni arhitekta, arhitekta, arheolog, antropolog, urbanista, inženjer, administrator nasleđa, istoričar, istoričar umetnosti, paleontolog ili arhivar.
ICOMOS je partner i osnivač Plavog štita koji radi na zaštiti svetske kulturne baštine ugrožene ratovima i prirodnim katastrofama.

## struktura

### Nacionalni komiteti
Nacionalni odbori su podružnične organizacije stvorene u zemljama članicama organizacije UNESCO. One okupljaju pojedinačne i institucionalne članove, i nude im okvir za diskusiju i razmenu informacija. ICOMOS ima nacionalne komitete u 108 zemalja prema podacima iz avgusta 2015. Svaki nacionalni komitet usvaja svoj poslovnik i razrađuje sopstveni program u skladu sa ciljevima i ciljevima ICOMOS-a.
- ICOMOS-UK – Nacionalni komitet Ujedinjenog Kraljevstva
- ICOMOS Irska – Irski nacionalni komitet
- USICOMOS – Nacionalni komitet Sjedinjenih Američkih Država
- Australija ICOMOS – Nacionalni komitet Australije
- ICOMOS Italija – Italijanski nacionalni komitet

## ICOMOS povelje i doktrinarni tekstovi
U tradiciji Atinske i Venecijanske povelje, ICOMOS je tokom godina od svog formiranja razvio i usvojio niz drugih povelja i doktrinarnih tekstova koji pružaju smernice stručnjacima za zaštitu nasleđa u njihovom radu. Većinu takvih dokumenata kreiraju međunarodni komiteti te organizacije, a zatim ih usvaja trogodišnja Generalna skupština. Svaki od tekstova govori o određenom području profesionalne prakse u zanimanjima očuvanja nasleđa. Nakon 17. Generalne skupštine ICOMOS-a održane u Parizu novembra 2011. godine, spisak povelja je sledeći:
- Istorijski vrtovi (Florentinska povelja) 1981
- Povelja o očuvanju istorijskih gradova i urbanih područja (Vašingtonska povelja) 1987
- Povelja o zaštiti i upravljanju arheološkim nasleđem 1990
- Povelja o zaštiti i upravljanju podvodnim kulturnim nasleđem 1996
- Međunarodna povelja o kulturnom turizmu - Upravljanje turizmom na mestima od značaja za baštinu 1999
- Principi za očuvanje drvenih konstrukcija 1999
- Povelja o građenom narodnom nasleđu 1999
- povelja - Principi za analizu, konzervaciju i strukturnu restauraciju arhitektonskog nasleđa 2003
- principi za očuvanje i konzervaciju-restauraciju zidnih slika 2003
- povelja o kulturnim putevima 2008[4]
- povelja za tumačenje i prezentaciju mesta kulturne baštine (poznata i kao Ename povelja) 2008.
- Zajednički ICOMOS - TICCIH principi za zaštitu industrijskog nasleđa, objekata, područja i pejzaža 2011.
- Valetski principi za zaštitu i upravljanje istorijskim gradovima, gradovima i urbanim područjima 2011. (zamenjuje Vašingtonsku povelju)
- principi koji se tiču ruralnih pejzaža kao nasleđa - 2017
- Dokument o istorijskim urbanim javnim parkovima - 2017
- Salalaške smernice za upravljanje javnim arheološkim nalazištima - 2017
- Principi za konzervaciju graditeljskog nasleđa od drveta - 2017

Pored navedenog postoji još petnaest doktrinarnih tekstova. Među njima je „Nara dokument”.
Mnogi nacionalni odbori ICOMOS-a usvojili su svoje povelje kojima se postavljaju standardi za praksu očuvanja nasleđa na nacionalnom nivou.

## ICOMOS i Konvencija o svetskoj baštini
Godine 1972, ICOMOS je od strane UNESCO-ve Konvencije o svetskoj baštini imenovan za jedno od tri formalna savetodavna tela Komiteta za svetsku baštinu, zajedno sa Međunarodnom unijom za zaštitu prirode (IUCN) i Međunarodnim centrom za proučavanje očuvanja i restauracije kulturnih dobara (ICCROM). Kao stručni i naučni savetnik odbora za sve aspekte kulturnog nasleđa, ICOMOS je odgovoran za procenu svih nominacija kulturnih dobara uvrštenih na Spisak svetske baštine prema kriterijumima koje je utvrdio Komitet svetske baštine. Pored osnovnog kriterijuma „izvanredne univerzalne vrednosti”, ICOMOS ocenjuje nominacije za aspekte povezane sa autentičnošću, upravljanjem i očuvanjem, kako je navedeno u Konvenciji o svetskoj baštini.
Procena nominacija uključuje konsultacije koristeći širok opseg stručnosti koju predstavlja članstvo organizacije i njeni nacionalni i naučni odbori. Članovi se takođe šalju u stručne misije da izvrše na licu mesta procene nominovane imovine. Ova opsežna konsultacija rezultira pripremom detaljnih preporuka koje se podnose Odboru za svetsku baštinu na godišnjim sastancima.
ICOMOS je takođe uključen preko svog Međunarodnog sekretarijata i svojih nacionalnih i naučnih odbora u pripremu izveštaja o stanju očuvanosti dobara upisanih na Spisak svetske baštine. On savetuje UNESCO-ov Centar za svetsku baštinu o zahtevima za tehničku pomoć primljenim od država koje su potpisnice (tj. ratifikovale) Konvenciju o svetskoj baštini. ICOMOS održava potpunu arhivu nominacija i izveštaja u dokumentacionom centru u svom sedištu u Parizu.

### Nara dokument o autentičnosti
U novembru 1994. godine, na konferenciji o autentičnosti u Nari, ICOMOS je objavio Naranski dokument o autentičnosti, koji se bavi potrebom za širim razumevanjem kulturne raznolikosti i kulturnog nasleđa u naporima za očuvanje koji uključuju mesta kulturne baštine.

## Nagrada Pjero Gazola
Godine 1979, ICOMOS je ustanovio svoju najvišu nagradu, nazvanu po prvom predsedniku Pjeru Gazoli, radi odavanja poštovanja životnom dostignuću jednog od svojih članova. Nagrada se dodeljuje svake tri godine, a sastoji se od komemorativne medalje, diplome i 10.000 američkih dolara.

### Spisak nagrada
- 1981 – Žan Trovelo[10]
- 1984 – Stanislav Lorenc[10]
- 1987 – Masuru Sekino[11]
- 1990 – Gertrud Trip[10]
- 1993 – Bernard Fajlden[12]
- 1996 – Ernest Alan Konali[10]
- 1999 – Roland Silva[12]
- 2002 – Cevat Erder[13]
- 2005 – En Vebster Smit[14]
- 2008 – Karmen Anon Feliu[12]
- 2011 – Nobuo Ito[12]
- 2014 – Henri Klir[15]
- 2017 – Salih Lamej Mostafa [16]

## Spisak ICOMOS generalnih skupština, predsednika i generalnih sekretara
| Br. | Vreme | Generalna skupština     | Generalna skupština    | Termin    | Predcednik         | Predcednik        | Generalni sekretar  | Generalni sekretar |
| --- | ----- | ----------------------- | ---------------------- | --------- | ------------------ | ----------------- | ------------------- | ------------------ |
| 19. | 2017  | Delhi                   | Indija                 | 2017–2020 | Tošijuki Kono      | Јапан             | Peter Filips        | Australija         |
| 18. | 2014  | Firenca                 | Italija                | 2014–2017 | Gustavo Araoz      | Sjedinjene Države | Kirsti Kovanen      | Finska             |
| 17. | 2011  | Pariz                   | Francuska              | 2011–2014 | Gustavo Araoz      | Sjedinjene Države | Kirsti Kovanen      | Finska             |
| 16. | 2008  | Kvebek                  | Kanada                 | 2008–2011 | Gustavo Araoz      | Sjedinjene Države | Benedikt Selfsla    | Belgija            |
| 15. | 2005  | Si’an                   | Kina                   | 2005–2008 | Mihael Pecet       | Njemačka          | Dinu Bumbaru        | Kanada             |
| 14. | 2003  | Viktorijini vodopadi    | Zimbabve               |           |                    |                   |                     |                    |
| 13. | 2002  | Madrid                  | Španija                | 2002–2005 | Mihael Pecet       | Njemačka          | Dinu Bumbaru        | Kanada             |
| 12. | 1999  | Meksiko Siti            | Meksiko                | 1999–2002 | Mihael Pecet       | Njemačka          | Žan-Luj Luksen      | Belgija            |
| 11. | 1996  | Sofija                  | Bugarska               | 1996–1999 | Roland Silva       | Šri Lanka         | Žan-Luj Luksen      | Belgija            |
| 10. | 1993  | Kolombo                 | Šri Lanka              | 1993–1996 | Roland Silva       | Šri Lanka         | Žan-Luj Luksen      | Belgija            |
| 9.  | 1990  | Lozana                  | Švajcarska             | 1990–1993 | Roland Silva       | Šri Lanka         | Herb Stovel         | Kanada             |
| 8.  | 1987  | Vašington               | Sjedinjene Države      | 1987–1990 | Roberto di Stefano | Italija           | Helmut Stelzer      | Istočna Nemačka    |
| 7.  | 1984  | Rostok                  | Istočna Nemačka        | 1984–1987 | Majkl Parent       | Francuska         | Abdelaziz Daoulatli | Tunis              |
| 6.  | 1981  | Rim                     | Italija                | 1981–1984 | Majkl Parent       | Francuska         | Abdelaziz Daoulatli | Tunis              |
| 5.  | 1978  | Moskva                  | Sovjetski Savez        | 1978–1981 | Rajmond M. Lemer   | Belgija           | Ernest Alen Konali  | Sjedinjene Države  |
| 4.  | 1975  | Rotenburg povrh Taubera | Njemačka               | 1975–1978 | Rajmond M. Lemer   | Belgija           | Ernest Alen Konali  | Sjedinjene Države  |
| 3.  | 1972  | Budimpešta              | Mađarska               | 1972–1975 | Pjero Gazola       | Italija           | Rajmond M. Lemer    | Belgija            |
| 2.  | 1969  | Oksford                 | Ujedinjeno Kraljevstvo | 1969–1972 | Pjero Gazola       | Italija           | Rajmond M. Lemer    | Belgija            |
| 1.  | 1965  | Krakov                  | Poljska                | 1965–1969 | Pjero Gazola       | Italija           | Rajmond M. Lemer    | Belgija            |

## Spoljašnje veze
- Zvanični veb-sajt
- „ICOMOS Statutes, adopted by the Vth General Assembly on 22 May 1978 in Moscow” (PDF). Приступљено 2013-12-22.
- „List of International Scientific Committees”. ICOMOS. Архивирано из оригинала 09. 11. 2017. г. Приступљено 21. 12. 2013.